# Fedde Schurer
Fedde Schurer (Drachten, Países Bajos, 25 de julio de 1898-Heerenveen, Países Bajos, 19 de marzo de 1968), fue un poeta, periodista, escritor y político neerlandés, conocido especialmente por la su producción artiística en frisón.
Después de trabajar como carpintero, estudió como autodidacta para ser profesor de escuela primaria. 
En 1935-1936 fue también diputado de la Asamblea de Holanda Septentrional por la Unión Democrática Cristiana y en 1956-1963 diputado a la Asamblea nacional por el Partido del Trabajo.

## Obras

### Poesía
- 1925 – Fersen; reimpreso 1934
- 1931 – Heinrich Heine. Oersettings út syn dichtwirk; reimpreso en 1999
- 1931 – Utflecht; reimpresso 1936
- 1936 – Op alle winen (Todos los vientos)
- 1940 – Fen twa wâllen (2 muros)
- 1947 – It boek fan de Psalmen (Libro de los Salmos)
- 1949 – Vox humana
- 1955 – Fingerprinten (Huellas dactilares)
- 1955 – Frysk Psalm en Gesangboek
- 1966 – Efter it nijs (Atrás las notícias)
- 1966 – Opheind en trochjown (Escuchado y pasado)
- 1966 – De gitaer by it boek (2 capítulos) (La guitarra en el libro); reimpresso 1969, segundo reimpresión 1971
- 1974 – Samle fersen (Kolekto de poemoj); reimpreso en 1975

### Teatro
- 1945 – Simson
- 1954 – Bonifatius

### Prosa
- 1963 – Beam en bast (La corteza del árbol)
- 1963 – Brood op het water - Selección de editoriales en De Friese Koerier
- 1969 – De besleine spegel (El espejo nublado, romance incompleto autobiográfico); reimpreso 1998 en neerlandés y fisón; segunda rempresión 2010 en frisón.